# Amalia Ulman

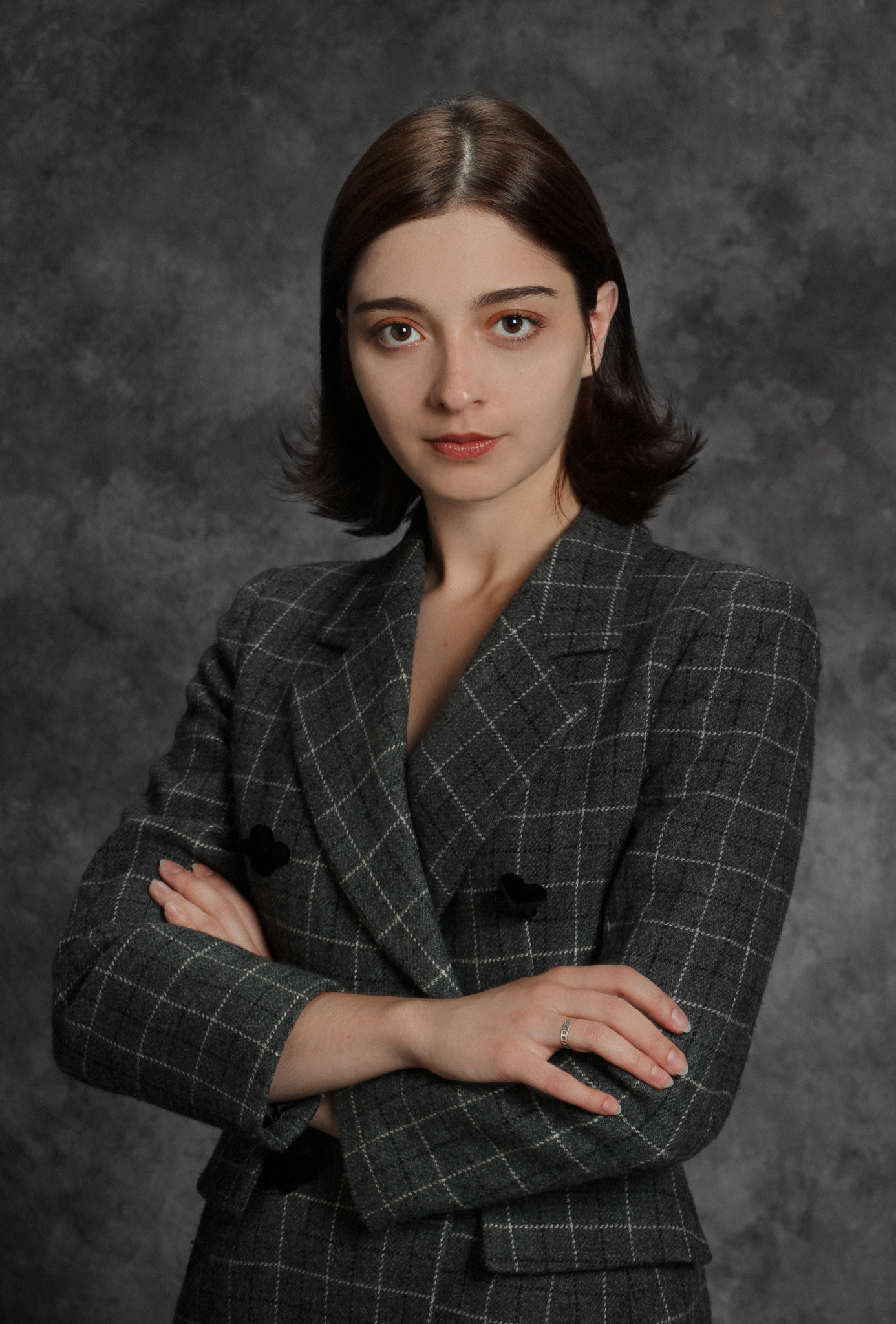
Amalia Ulman (2016)

Amalia Ulman (* 1989 in Buenos Aires, Argentinien) ist eine argentinische Künstlerin, die in Los Angeles lebt. Sie bedient sich in ihren Werken an Malerei, Bildhauerei, Intermedialer Kunst und der Schriftkunst. Seit Beginn der 2020er-Jahre trat sie auch als Spielfilmregisseurin und -drehbuchautorin in Erscheinung.

## Leben
Amalia Ulman wuchs als geborene Argentinierin nach der Einwanderung ihrer Familie in der spanischen Provinz Asturien auf.
2009 verließ sie Spanien, um an der Central Saint Martins in London Fine Arts zu studieren. Ulman schloss ihr Studium 2011 ab.
Seit der Kollision mit einem Bus im Jahr 2013 ist ihre Beweglichkeit eingeschränkt, was ihre Arbeit maßgeblich beeinflusst.
Mit dem Film El Planeta (2021) gab sie ihr Debüt als Regisseurin. Im selben Jahr wurde Ulman in die Jury für den besten Debütfilm beim 78. Filmfestival von Venedig berufen.

## Arbeit
Am 19. April 2014 veröffentlichte Amalia Ulman ein Bild mit den Worten „Part I“ und der Bildbeschreibung „Excellences&Perfections“ auf ihrem Instagram-Account, dies war der Start dieses multimedialen Kunstwerks, jedoch ohne das Wissen ihrer Abonnenten. Da das Ganze experimentell war, benutzte sie Klischees, die ihre Abonnenten schon kannten. In den nächsten fünf Monaten adoptierte sie drei Persönlichkeiten. Zuerst „a cute Tumblr-loving ingénue“, danach ein „basic sugar baby who’s into streetwear“ und am Schluss in einen „post-rehab wellnes freak“. Sie tat zum Beispiel so, als ob sie eine Brust-Op durchführen ließ, indem sie Bilder mit Krankenhauskleid und bandagierter Brust hochlud und ihre Bilder mit Photoshop bearbeitete. Andere Dinge, wie zum Beispiel ihre Diät und Pole-Dance, waren keine Show, sondern Bestandteil ihres wirklichen Lebens. Sie fälschte sogar einen Zusammenbruch auf ihrer Instagram-Seite. Am Ende des Ganzen hatte sie tausende neue Abonnenten, jedoch interessierte sie nicht die reine Zahl dieser, sondern nur, dass das bedeutete, dass alles nach Plan lief. Am 14. September 2014 wurde ein Schwarzweiß-Bild einer Rose auf ihrem Account hochgeladen mit der Bildbeschriftung „THE END-EXCELLENCES AND PERFECTIONS“. Nach der Aufklärung ihrer Abonnenten erntete sie viel Kritik seitens der Nutzer. Ihre Arbeit hielt ihnen einen Spiegel vor und sie mochten nicht, was sie darin sahen. Die Intention dieser Aufführung war zu zeigen, wie einfach es ist, Menschen mit Mainstream-Charakteren zu manipulieren. Die Fotos sind mittlerweile auf ihrer Instagram-Seite gelöscht.

## Filmografie
- 2019: The Future Ahead (Kurzfilm)
- 2019: Buyer Walker Rover Aka. Then There (Yiwu) (Kurzfilm)
- 2019: Shanghai Fire (Kurzfilm)
- 2021: El Planeta
- 2022: Hotel Splendid (Kurzfilm)
- 2025: Magic Farm

## Auszeichnungen
Gotham Award
- 2021: Nominierung für das Beste Drehbuch (El Planeta)
- 2021: Nominierung als Beste Nachwuchsdarstellerin (El Planeta)[7]